# Manuel Carnicer Fajó
Manuel Carnicer Fajó (Mataró 22 de abril de 1921–Barcelona 16 de septiembre de 1998), pintor catalán que, a lo largo de su vida cultivó diferentes modalidades pictóricas (acuarela, aguafuerte, dibujo al carbón, óleo ), pero que ha pasado a la posteridad por su estilo hiperrealista, lleno de sensibilidad, realizado con lápices de colores.

## Biografía
Nace en Mataró, es el hermano menor de tres, de una familia humilde, que se traslada al poco tiempo a Barcelona, primero al barrio de Hostafranchs, y posteriormente al Casco Antiguo.
A los 17 años participa en la guerra civil española, su quinta se le ha llamado “del biberón”, por la juventud de los soldados que la formaban, siendo enviado al frente pirenaico, donde pasa toda clase de calamidades, congelándosele las manos, y contrayendo el tifus. Fue hecho prisionero junto con sus compañeros por el ejército de Francisco Franco, siendo enviado al campo de concentración situado en la plaza de toros de San Sebastián, allí un compañero hace notar a los militares el lastimoso aspecto de Manuel, que es enviado al balneario de Azpeitia, para recuperarse, lo que, felizmente consiguió.
Acabada la guerra, vuelve a Barcelona, donde trabaja en la empresa Cros, S.A., allí había ingresado a la edad de 14 años como ascensorista. Posteriormente, y después de haber estudiado en la Escuela Industrial y haber obtenido el título de Maestría Industrial y Delineante Proyectista, es ascendido en la misma empresa formando parte la oficina técnica de diseño, como delineante. 
Entre los años 1948 a 1953 se hizo socio del F.A.D. (Fomento de Artes Decorativas), hoy Foment d’Arts i Disseny, situado entonces en la cúpula del Coliseum en la Gran Vía barcelonesa, donde asistió y participó asiduamente. De esta época es la colección de dibujos de estudio del natural, sanguinas, aguada y lápiz carbón 
La actividad artística la desarrolló durante muchos años compaginándola con su trabajo en Cros, y encargos de diseño gráfico de diversos industriales.
Los primeros años 70 significaron un cierto alejamiento de la actividad artística, hasta que en verano de 1977 crea una serie de cuadros inspirados en los campos del Panadés, con la técnica de lápices de colores, lo que significó el inicio de una nueva y definitiva etapa.
Su obra es preciosista, elegante, mima mucho el detalle, la tonalidad de las sombras, dando protagonismo al blanco del papel.
Trabajador incansable, utilizando diestramente los lápices de colores, ha sido un maestro en el difícil arte del dibujo.
Desde este renicio de 1977 hasta su fallecimiento en 1998, utilizando su vivienda-estudio de Rambla de Catalunya, y magníficamente secundado por su esposa Gertrudis Escola, Manuel Carnicer ha creado una obra sublime, muy atractiva y única en su estilo, prueba de ello ha sido su éxito en las exposiciones realizadas, tanto de venta como de crítica.

## Exposiciones
Exposiciones individuales en la Galería Mayte Muñoz de Barcelona y Madrid en los años 1979, 1981, 1982, 1984, 1986. 1991 y 1994. Exposición póstuma en 1999 en la misma galería, presentada por Francesc Garriga.
Exposición especial con motivo del 8.º Congreso de Mantenimiento en el Palau de la Música de Barcelona.
Exposiciones colectivas: 15 años de Mayte Muñoz, con el tema de Passeig de Gràcia. JJ. OO. de 1992. Interarte de Valencia, en 1985. Galería Sokoa, mayo de 1995. Art-Expo, mayo de 2000. Feria del Dibujo en el Bulevar de los Anticuarios.
Exposición Antológica en 2001 en Caja de Madrid, Plaza de Cataluña, Barcelona.
Exposición colectiva Pintores y escultores españoles. Encuentros con el arte actual 13 nov.2008 al 23 de enero de 2009. Museo Municipal de Arte Contemporáneo. Cuartel del Conde Duque. Madrid. 
Obras de Manuel Carnicer en varias capitales españolas, Francia, Holanda, Museo de Palamós, Legado Francesc Galí y Museo del Perfume, así como en gran número de coleccionistas particulares.
Colección de dibujos de los años 1948 a 1953 cedida al Museo del Dibujo, situado en el Castillo de Larrés (Huesca), en abril de 2011 https://web.archive.org/web/20110907035110/http://www.serrablo.org/museodibujo
Donación de dibujos al Museu de Mataró en 2011, exposición antológica del 1 de febrero de 2012 al 1 de mayo de 2012, organizada por los Amics dels Museus de Catalunya y el Ajuntament de Mataró
Noticia difundida por Mataro Radio http://www.mataroradio.cat/mataronoticies/cultura/noticia/una-retrospectiva-redescobreix-manuel-carnicer-al-museu-de-mataro (enlace roto disponible en Internet Archive; véase el historial, la primera versión y la última).

## Galería
- Datos: Q6752487
- Multimedia: Manuel Carnicer Fajó / Q6752487